# Roststrupig snårtimalia
Roststrupig snårtimalia (Spelaeornis caudatus) är en liten och fåtalig asiatisk fågelart i familjen timalior inom ordningen tättingar som endast förekommer i ett litet område i östra Himalaya.

## Utseende och läten
Roststrupig är en mycket liten (9 cm) och brun timalia med rostorange strupe och bröst samt mörk, vitfläckad buk. Ovansidan från hjässan till nedre delen av ryggen är mörkbrun med otydliga mörkare fjällning. Örontäckarna är grå. Sången är ett kraftfullt och kort utbrott som på engelska återgetts som "witchu-witchu-witchu-witchu-witchu".

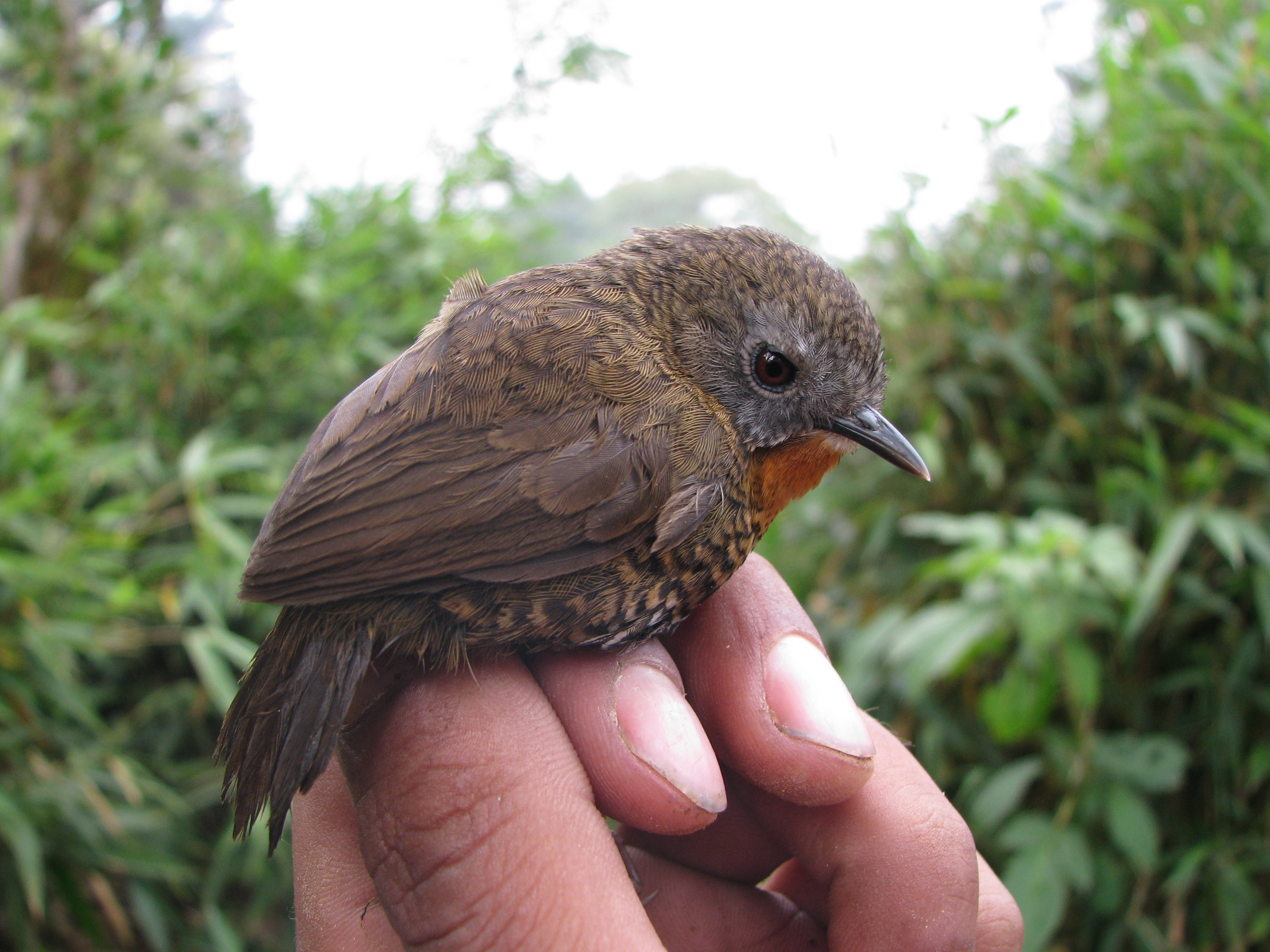

## Utbredning och systematik
Roststrupig snårtimalia förekommer i bergstrakter från östra Nepal till nordöstra Indien (västra Arunachal Pradesh. Den behandlas som monotypisk, det vill säga att den inte delas in i några underarter. Den har tidvis behandlats som samma art som mishmisnårtimalian (Spelaeornis badeigularis) men dessa urskiljs nu allmänt som skilda arter.

## Levnadssätt
Roststrupig snårtimalia hittas i tät undervegeation i fuktiga städsegröna skogar i avskilda dalar och branta raviner. Framför allt trivs den där tillgången på ormbunkar, mossiga stenar och fallna träd är god, på mellan 1500 och 2500 meters höjd, möjligen tillfälligtvis upp till 3100 meter. Kunskapen om dess föda är mycket begränsad, men insekter ingår. Även dess häckningsbiologi är dåligt känd. Den har noterats sjunga mellan mitten av mars och mitten av maj i Bhutan, med ytterligare en period i början av augusti. Arten tros vara stannfågel, med mindre rörelser i höjdled.

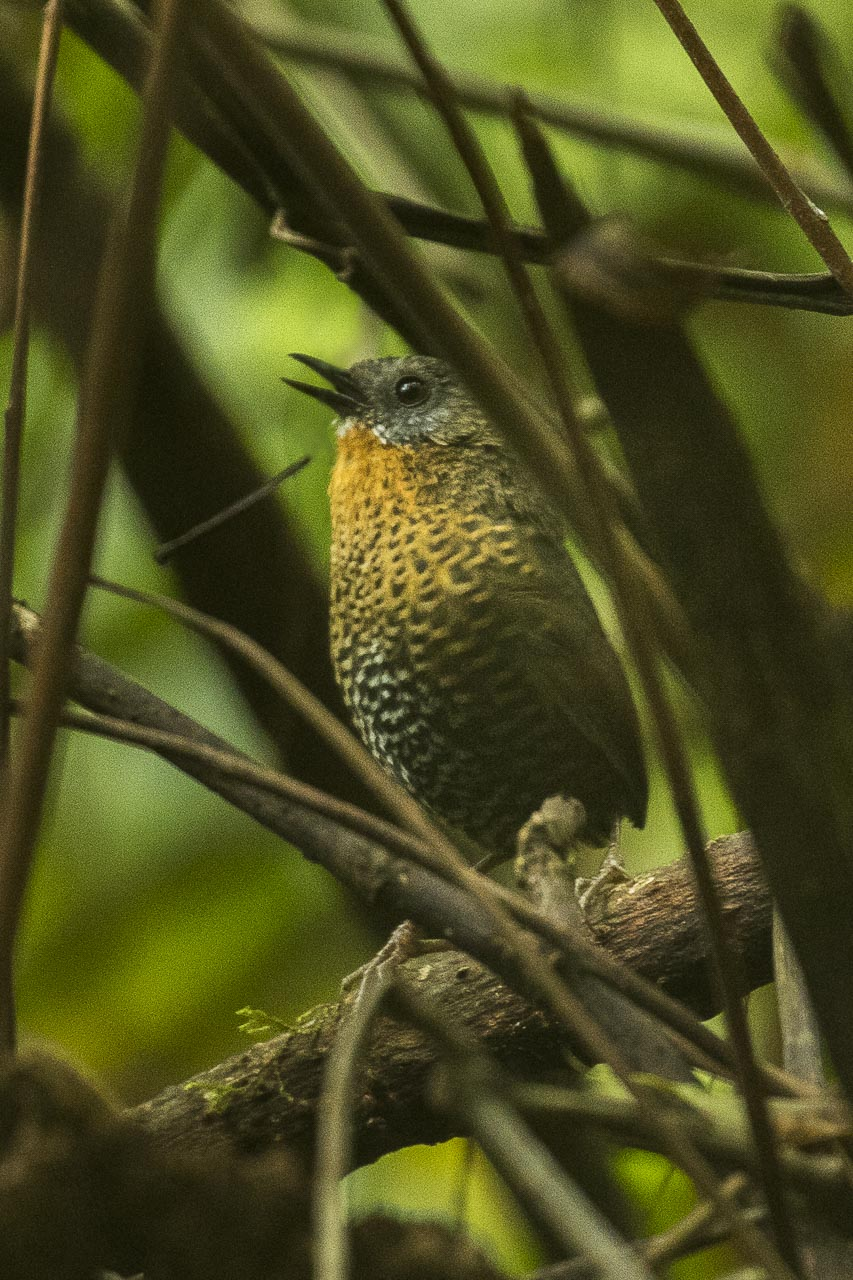
Sjungande roststrupig snårtimalia i Arunachal Pradesh.

## Status och hot
Denna art har ett litet utbredningsområde. På grund av begränsad data har inte beståndets storlek uppskattats. Den verkar relativt allmän i Sikkim, norra Västbengalen och Bhutan, men kan vara mer vida spredd än man tidigare trott. Skogsavverkningar är relativt begränsade, i synnerhet i de höglänta områden där arten finns. Sammanvägt kategoriserar IUCN den som livskraftig.

## Namn
Arten har tidigare kallats rödstrupig smygtimalia och roststrupig smygtimalia men blev tilldelad nytt släktesnamn för att undvika förväxling med de ej närbesläktade smygtimaliorna i familjen marktimalior (Pellorneidae).